# Shikkakumon no Saikyō Kenja
Shikkakumon no Saikyō Kenja: Sekai Saikyō no Kenja ga Sara ni Tsuyoku Naru Tame ni Tensei Shimashita (失格紋の最強賢者 〜世界最強の賢者が更に強くなるために転生しました〜 Shikkakumon no Saikyō Kenja ~Sekai Saikyō no Kenja ga Sara ni Tsuyoku Naru Tame ni Tensei Shimashita~?), también conocida como The Strongest Sage with the Weakest Crest en inglés y simplemente como Shikkakumon no Saikyō Kenja (失格紋の最強賢者?) o abreviado como Shikkakumon (失格紋?), es una serie de novelas ligeras japonesas escritas por Shinkoshoto e ilustradas por Huuka Kazabana. Comenzó a serializarse en línea en diciembre de 2016 en el sitio web de publicación de novelas generado por el usuario Shōsetsuka ni Narō. Posteriormente fue adquirido por SB Creative, que ha publicado trece volúmenes desde el 14 de mayo de 2017 bajo su sello GA Novel. 
Una adaptación a manga con ilustraciones de LIVER JAM&POPO se ha serializado en línea desde el 27 de junio de 2017 a través de la revista de manga en línea Manga UP! de Square Enix, y hasta el momento han sido publicados 16 volúmenes tankōbon. El manga tiene licencia en Norteamérica por Square Enix. Una adaptación de la serie al anime por J.C.Staff se estrenó el 8 de enero de 2022.

## Sinopsis
Con su fuerza limitada por el emblema mágico con el que nació, Gaius, el sabio más poderoso del mundo, decide que la reencarnación es necesaria para convertirse en el más fuerte de todos. Tras su renacimiento como Matthias Hildesheimer, está encantado de descubrir que ha nacido con el emblema óptimo para el combate mágico en su primer intento. Desafortunadamente, el mundo en el que nació tiene estándares abismalmente bajos en lo que respecta a la magia, y todos piensan que todavía está marcado para el fracaso. Ahora depende de Matthias demostrar que todos están equivocados como el sabio más fuerte del mundo.

## Personajes
Matthias Hildesheimer (マティアス・ヒルデスハイマー Matiasu Hirudesuhaima?)
Seiyū: Nina Tamaki (Matthias); Daisuke Ono (Gaius), Sebastián García (español hispanoamericano)
Conocido como "Gaius" en su vida anterior hace más de 5000 años, se reencarnó como Matthias de la Casa Hildesheimer para obtener un nuevo emblema mediante su magia de reencarnación, que sería mejor que su "Primer Emblema". Pudo lograr con éxito su objetivo tras la reencarnación en la forma del "Cuarto Emblema". Su objetivo principal en la vida es ganar poder para poder desafiar y luchar contra los poderosos monstruos en el espacio exterior.
Lurie Abendroth (ルリイ・アーベントロート Rurii Ābentorōto?)
Seiyū: Sayumi Suzushiro, Elizabeth Infante (español hispanoamericano)
Una hija de la Casa Abendroth. Está enamorada de Matthias desde el primer día que se conocieron y lleva el "Primer Emblema" al igual que la encarnación original de Matthias.
Alma Lepucius (アルマ・レプシウス Aruma Repushiusu?)
Seiyū: Haruka Shiraishi, Amanda Hinojosa (español hispanoamericano)
La 3ª Hija de la Casa Lepucius. Ella es la mejor amiga de Lurie y lleva el "Segundo Emblema". Aunque su poder mágico es más bajo que el de Matthias y Lurie, ha sido buena con sus habilidades de tiro con arco.
Iris (イリス Irisu?)
Seiyū: Shiori Izawa, María José Guerrero (español hispanoamericano)
También conocida como "Iris el Dragón Oscuro", es una de las dragonas más antiguas y fuertes que aún están vivas. Ella es la única que conoce la verdadera identidad de Matthias después de reunirse mil años después y decidió mantenerlo en secreto a pedido de él.

## Media

### Novela ligera
Shinkoshoto comenzó a serializar la serie en el sitio web de publicación de novelas generado por usuarios Shōsetsuka ni Narō en diciembre de 2016. En mayo de 2017, fue adquirida por SB Creative, quien publicó la serie con ilustraciones de Huuka Kazabana bajo su sello GA Novel.
La descripción del décimo cuarto volumen de las novelas ligeras escritas por Shotou Shinkou e ilustradas por Huuka Kazabana, Shikkakumon no Saikyou Kenja (The Strongest Sage of Disqualified Crest), confirmó que la franquicia literaria ha superado las 4 millones de copias en circulación. Esta cifra incluye tanto las copias digitales vendidas como las copias de la adaptación a manga. El lista incluye también la ilustración de portada de este volumen, que será lanzado el 14 de enero de 2022 en Japón.
| Volúmenes de novelas ligeras publicadas | Volúmenes de novelas ligeras publicadas | Volúmenes de novelas ligeras publicadas |
| Número                                  | Fecha de lanzamiento                    | ISBN                                    |
| --------------------------------------- | --------------------------------------- | --------------------------------------- |
| 1                                       | 15 de mayo de 2017                      | ISBN 978-4-7973-9236-4                  |
| 2                                       | 15 de agosto de 2017                    | ISBN 978-4-7973-9328-6                  |
| 3                                       | 15 de diciembre de 2017                 | ISBN 978-4-7973-9438-2                  |
| 4                                       | 15 de marzo de 2018                     | ISBN 978-4-7973-9588-4                  |
| 5                                       | 15 de junio de 2018                     | ISBN 978-4-7973-9696-6                  |
| 6                                       | 15 de septiembre de 2018                | ISBN 978-4-7973-9816-8                  |
| 7                                       | 15 de diciembre de 2018                 | ISBN 978-4-7973-9990-5                  |
| 8                                       | 15 de marzo de 2019                     | ISBN 978-4-7973-9991-2                  |
| 9                                       | 15 de junio de 2019                     | ISBN 978-4-8156-0128-7                  |
| 10                                      | 13 de septiembre de 2019                | ISBN 978-4-8156-0130-0                  |
| 11                                      | 11 de enero de 2020                     | ISBN 978-4-8156-0508-7                  |
| 12                                      | 14 de mayo de 2020                      | ISBN 978-4-8156-0652-7                  |
| 13                                      | 12 de marzo de 2021                     | ISBN 978-4-8156-0970-2                  |

### Manga
Una adaptación a manga de la serie de novelas ligeras con ilustraciones de LIVER JAM&POPO comenzó a serializarse en Manga UP! de Square Enix el 27 de junio de 2017, y hasta el momento ha sido recopilada en dieciséis volúmenes tankōbon. Square Enix Manga & Books obtuvo la licencia del manga para su lanzamiento en América del Norte.
| Volúmenes de manga publicados | Volúmenes de manga publicados | Volúmenes de manga publicados |
| Número                        | Fecha de lanzamiento          | ISBN                          |
| ----------------------------- | ----------------------------- | ----------------------------- |
| 1                             | 13 de diciembre de 2017       | ISBN 9784757555457            |
| 2                             | 13 de marzo de 2018           | ISBN 9784757556621            |
| 3                             | 13 de junio de 2018           | ISBN 9784757557413            |
| 4                             | 13 de septiembre de 2018      | ISBN 9784757558403            |
| 5                             | 13 de diciembre de 2018       | ISBN 9784757559394            |
| 6                             | 13 de marzo de 2019           | ISBN 9784757560390            |
| 7                             | 12 de junio de 2019           | ISBN 9784757561571            |
| 8                             | 12 de septiembre de 2019      | ISBN 9784757562943            |
| 9                             | 12 de diciembre de 2019       | ISBN 9784757564213            |
| 10                            | 12 de marzo de 2020           | ISBN 9784757565586            |
| 11                            | 12 de junio de 2020           | ISBN 9784757566873            |
| 12                            | 12 de septiembre de 2020      | ISBN 9784757568419            |
| 13                            | 11 de diciembre de 2020       | ISBN 9784757569966            |
| 14                            | 12 de marzo de 2021           | ISBN 9784757571464            |
| 15                            | 11 de junio de 2021           | ISBN 9784757573123            |
| 16                            | 10 de septiembre de 2021      | ISBN 9784757574816            |

### Anime
En la transmisión en vivo del evento «GA Fes 2021», se anunció que la serie recibiría una adaptación a anime producida por NBCUniversal Entertainment Japan y animada por J.C.Staff. La serie está dirigida por Noriaki Akitaya, con Hiroki Uchida supervisando los guiones de la serie. Se estrenó el 8 de enero de 2022 en Tokyo MX, BS11 y SUN. El tema de apertura es «Leap of Faith» interpretado por fripSide, mientras que el tema de cierre es «Day of Bright Sunshine» interpretado por Yuki Nakashima. Crunchyroll obtuvo la licencia de la serie.
El 13 de enero de 2022, Crunchyroll anunció que la serie recibiría un doblaje tanto en inglés como en español, que se estrenó el 19 de febrero.

#### Lista de episodios
| N.º | Título | Dirigido por                     | Escrito por    | Fecha de emisión original |
| --- | --- | -------------------------------- | -------------- | ------------------------- |
| 1 | «La aparición del sabio más poderoso» Transcripción: «Saikyō Kenja, Arawaru.» (en japonés: 最強賢者、現る。)                                       | Shūji Miyazaki                   | Hiroki Uchida  | 8 de enero de 2022        |
| Matthias Hildesheimer es un joven que posee el considerado "Emblema Fallido" de los cuatro emblemas de uso mágico que hay y puede usar magia sin conjurar, algo que el mundo parece haber olvidado desde los tiempos en que él era el poderoso sabio Gaius en una vida pasada. | |                                  |                |                           |
| 2 | «El sabio más poderoso en la mazmorra» Transcripción: «Saikyō Kenja, Danjon e.» (en japonés: 最強賢者、迷宮へ。)                                   | Takuma SuzukiKazunori Kunimoto   | Hiroki Uchida  | 15 de enero de 2022       |
| Tras vencer al demonio, Matthias se gana el aprecio del rey, a quien le pide como recompensa poder acceder a las mazmorras del reino para conseguir materiales y experiencia.                                                                                                  | |                                  |                |                           |
| 3 | «El sabio más poderoso y el dragón» Transcripción: «Saikyō Kenja, Irisu to Deau.» (en japonés: 最強賢者、竜と出会う。)                             | Kai Hasako                       | Hiroki Uchida  | 22 de enero de 2022       |
| Nuestro protagonista decide reunirse con una vieja amistad, para sorpresa de sus dos amigas y acompañantes. | |                                  |                |                           |
| 4 | «El sabio más poderoso se infiltra» Transcripción: «Saikyō Kenja, Sennyū Suru.» (en japonés: 最強賢者、潜入する。)                                 | Makoto Sokuza                    | Yūji Ōnishi    | 29 de enero de 2022       |
| Matthias parte a vencer al demonio que detectó la última vez y a su compañero con la ayuda de Iris y sus amigas, pero descubrirán algo más detrás de sus acciones... y luego una catástrofe muy peculiar se cierne sobre la academia.                                          | |                                  |                |                           |
| 5 | «El sabio más poderoso consigue aliados» Transcripción: «Saikyō Kenja, Nakama o Eru.» (en japonés: 最強賢者、仲間を得る。)                         | Shin'ichi Fukumoto               | Yūji Kobayashi | 5 de febrero de 2022      |
| La Segunda Academia necesita la ayuda de la Primera Academia para poder completar la barrera contra los demonios, pero el director de la misma se opone con fuerza a ayudar a los "inferiores" de la Segunda. ¿Cómo convencerlo?                                               | |                                  |                |                           |
| 6 | «El sabio más poderoso deja la academia» Transcripción: «Saikyō Kenja, Gakuen o Deru.» (en japonés: 最強賢者、学園を出る。)                        | Toshinori FukushimaMakoto Sokuza | Hiroki Uchida  | 12 de febrero de 2022     |
| Matthias y su grupo se preparan para erigir la barrera y derrotar a los demonios que atacarán, pero los enemigos son más de los que esperaban. | |                                  |                |                           |
| 7 | «El sabio más poderoso se va de viaje» Transcripción: «Saikyō Kenja, Tabiji o Iku.» (en japonés: 最強賢者、旅路を往く。)                           | Makoto Sokuza                    | Yūji Ōnishi    | 19 de febrero de 2022     |
| Matthias y las chicas llegan a una peligrosa ciudad mazmorra donde un mediocre señor feudal causa complicaciones a todos, pero Matthias tiene cierta sospecha al respecto. | |                                  |                |                           |
| 8 | «El sabio más poderoso salva la ciudad» Transcripción: «Saikyō Kenja, Machi o Sukuu.» (en japonés: 最強賢者、街を救う。)                           | Naoki Murata                     | Yūji Kobayashi | 26 de febrero de 2022     |
| Matthias y el resto se preparan para aprehender al señor feudal de Melkia, pero hay una amenaza aún mayor en ciernes a la que tendrán que enfrentarse. | |                                  |                |                           |
| 9 | «El sabio más poderoso tiene un duelo» Transcripción: «Saikyō Kenja, Kettō Suru.» (en japonés: 最強賢者、決闘する。)                               | Kai Hasako                       | Yūji Kobayashi | 5 de marzo de 2022        |
| Matthias y sus compañeras tienen que viajar a un reino vecino para seguir buscando al demonio relacionado con el incidente de Melkia, pero necesitarán la ayuda del director de la academia y el rey para poder atravesar la frontera.                                         | |                                  |                |                           |
| 10 | «El sabio más poderoso trabaja en equipo» Transcripción: «Saikyō Kenja, Renkei Suru.» (en japonés: 最強賢者、連携する。)                           | Shin'ichi Fukumoto               | Yūji Ōnishi    | 12 de marzo de 2022       |
| El grupo llega a una ciudad que parece infestada por subdemonios, una subclase de los demonios que suelen trabajar en equipo porque no son tan poderosos como los demonios como tal. Tendrán que coordinarse bien si quieren solventar la situación.                           | |                                  |                |                           |
| 11 | «El sabio más poderoso contra un enemigo imponente» Transcripción: «Saikyō Kenja, Kyōteki to Aitai Suru.» (en japonés: 最強賢者、強敵と相対する。) | Makoto Sokuza                    | Hiroki Uchida  | 19 de marzo de 2022       |
| Matthias parte a las ruinas que mencionó para localizar al demonio responsable de las últimas catástrofes, pero descubrirlo puede hacer que se lleve una desagradable sorpresa.                                                                                                | |                                  |                |                           |
| 12 | «El sabio más poderoso vuelve a emprender su viaje» Transcripción: «Saikyō Kenja, Futatabi Tabidatsu.» (en japonés: 最強賢者、再び旅立つ。)        | Noriaki Akitaya Makoto Sokuza    | Hiroki Uchida  | 26 de marzo de 2022       |
| Matthias tiene problemas contra Zardina y su maná comienza a agotarse, así que tiene que tomar una decisión: ¿reencarnar de nuevo o confiar en sus compañeras? | |                                  |                |                           |

### Videojuego
En diciembre de 2021, se anunció que un videojuego para móviles basado en la serie, titulado Shikkakumon no Saikyō Kenja: The Ultimate Reincarnation, se lanzará en iOS y Android en 2022.

## Recepción
Rebecca Silverman de Anime News Network le dio al primer volumen de la adaptación de manga una C+. Ella elogió la obra de arte, las pistas que da la historia sobre eventos que sucedieron antes del comienzo de la historia, y que los personajes envejecen adecuadamente, mientras la critica por ser demasiado genérica y el ritmo se siente apresurado y desigual. El siguiente volumen obtuvo una B-, y Rebecca Silverman elogió las mejoras realizadas en la historia y el ritmo, así como el buen arte consistentemente, mientras lo criticaba por sentirse un poco genérico, un personaje con menos desarrollo y algunas decisiones de traducción extrañas.